# Campeonato Mundial de Esqui Estilo Livre de 1993
O Campeonato Mundial de Esqui Estilo Livre de 1993 foi a 4º edição do Campeonato Mundial de Esqui Estilo Livre, organizado pela Federação Internacional de Esqui (FIS). A competição foi disputada entre os dias 11 a  14 de março de 1993, em Altenmarkt na Áustria.

## Resultados

### Masculino
| Evento      | Ouro                       | Ouro   | Prata                              | Prata  | Bronze                      | Bronze |
| Moguls      | Jean-Luc Brassard · Canadá | 26.57  | Fabien Bertrand · França           | 25.27  | Olivier Cotte · França      | 25.21  |
| Aerials     | Philippe Laroche · Canadá  | 231.78 | Richard Cobbing · Reino Unido      | 229.75 | Jean-Marc Bacquin · França  | 229.38 |
| Acro Skiing | Fabrice Becker · França    | 29.30  | Rune Kristiansen · Noruega         | 29.00  | Lane Spina · Estados Unidos | 26.80  |
| Combinado   | Sergei Shupletsov · Rússia | 27.71  | Trace Worthington · Estados Unidos | 27.66  | Hugo Bonatti · Áustria      | 25.62  |

### Feminino
| Evento      | Ouro                           | Ouro   | Prata                           | Prata  | Bronze                           | Bronze |
| Moguls      | Stine Lise Hattestad · Noruega | 25.21  | Petra Moroder · Itália          | 23.96  | Bronwen Thomas · Canadá          | 23.87  |
| Aerials     | Lina Cheryazova · Uzbequistão  | 161.37 | Marie Lindgren · Suécia         | 154.90 | Kristean Porter · Estados Unidos | 152.99 |
| Acro Skiing | Ellen Breen · Estados Unidos   | 25.50  | Sharon Petzold · Estados Unidos | 24.14  | Cathy Fechoz · França            | 23.94  |
| Combinado   | Katherina Kubenk · Canadá      | 27.96  | Natalia Orekhova · Rússia       | 27.16  | Kristean Porter · Estados Unidos | 26.77  |

## Quadro de medalhas
| Ordem | País           | Medalha de ouro | Medalha de prata | Medalha de bronze |    |
| ----- | -------------- | --------------- | ---------------- | ----------------- | -- |
| 1     | Canadá         | 3               | 0                | 1                 | 4  |
| 2     | Estados Unidos | 1               | 2                | 3                 | 6  |
| 3     | França         | 1               | 1                | 3                 | 5  |
| 4     | Noruega        | 1               | 1                | 0                 | 2  |
| 4     | Rússia         | 1               | 1                | 0                 | 2  |
| 6     | Uzbequistão    | 1               | 0                | 0                 | 1  |
| 7     | Itália         | 0               | 1                | 0                 | 1  |
| 7     | Reino Unido    | 0               | 1                | 0                 | 1  |
| 7     | Suécia         | 0               | 1                | 0                 | 1  |
| 10    | Áustria        | 0               | 0                | 1                 | 1  |
|       | TOTAL          | 8               | 8                | 8                 | 24 |